# Ellie Daniel
Ellie Suzanne Daniel (Filadelfia, 11 giugno 1950) è un'ex nuotatrice statunitense.

## Carriera
Assieme alle compagne Kaye Hall, Catie Ball e Susan Pedersen ha vinto la medaglia d'oro ai giochi di Città del Messico 1968 nella staffetta 4x100 metri misti stabilendo anche il nuovo primato olimpico (4'28"3).

## Palmarès
- Giochi olimpici

Città del Messico 1968: oro nella 4x100m misti, argento nei 100m farfalla e bronzo nei 200m farfalla.
Monaco di Baviera 1972: bronzo nei 200m farfalla.
- Giochi panamericani

Winnipeg 1967: oro nei 100m farfalla e nella 4x100m farfalla.
- Universiade

Torino 1970: bronzo nei 200m farfalla.